# Élections législatives de 1988 dans la 13e circonscription du Nord
Les élections législatives françaises de 1988 dans la 13e circonscription du Nord se déroulent les 5 et 12 juin 1988.

## Circonscription
La 13e circonscription du Nord était composé en 1988 des cantons de Coudekerque-Branche, Dunkerque-Est (moins les communes de Bray-Dunes et Zuydcoote) et du canton de Dunkerque-Ouest (partie non comprise dans la Douzième circonscription du Nord).

## Contexte
Retour du mode uninominal à deux tours qui prévalait auparavant. Michel Delebarre (PS) se trouve face à Emmanuel Dewees adjoint au maire de Dunkerque et conseiller général du canton de Coudekerque-Branche sous l'étiquette RPR, Philippe Emmery pour le FN, Robert Lenoir adjoint au maire de Dunkerque et Conseiller régional du Nord-Pas-de-Calais sous l'étiquette CDS, Roger Lalouette EXG et Philippe Canonne pour le PCF.

## Résultats[1],[2]
- Député sortant : Michel Delebarre (PS)

| Candidat           | Parti          | Parti          | Premier tour | Premier tour | Second tour | Second tour |
| Candidat           | Parti          | Parti          | Voix         | %            | Voix        | %           |
| ------------------ | -------------- | -------------- | ------------ | ------------ | ----------- | ----------- |
| Michel Delebarre * |                | PS             | 18 195       | 45,94        | 22 668      | 55,02       |
| Emmanuel Dewees    |                | RPR            | 12 136       | 30,64        | 18 531      | 44,97       |
| Philippe Emmery    |                | FN             | 4 055        | 10,23        |             |             |
| Robert Lenoir      |                | CDS            | 2 676        | 6,75         |             |             |
| Philippe Canonne   |                | PC             | 2 028        | 5,12         |             |             |
| Roger Lalouette    |                | EXG            | 515          | 1,30         |             |             |
|                    |                |                |              |              |             |             |
| Inscrits           | Inscrits       | Inscrits       | 51 226       | 100,00       | 51 209      | 100,00      |
| Abstentions        | Abstentions    | Abstentions    | 10 649       | 20,70        | 8 680       | 16,95       |
| Votants            | Votants        | Votants        | 40 577       | 66,27        | 42 529      | 69,48       |
| Blancs et nuls     | Blancs et nuls | Blancs et nuls | 972          | 2,39         | 1 330       | 3,12        |
| Exprimés           | Exprimés       | Exprimés       | 39 605       | 97,60        | 41 199      | 96,87       |
| * Député sortant   |                |                |              |              |             |             |

- Michel Delebarre est remplacé par son suppléant André Delattre le 28 juin 1988 à la suite de sa nomination comme ministre des Transports et de la Mer.